# Ter Speelbergen

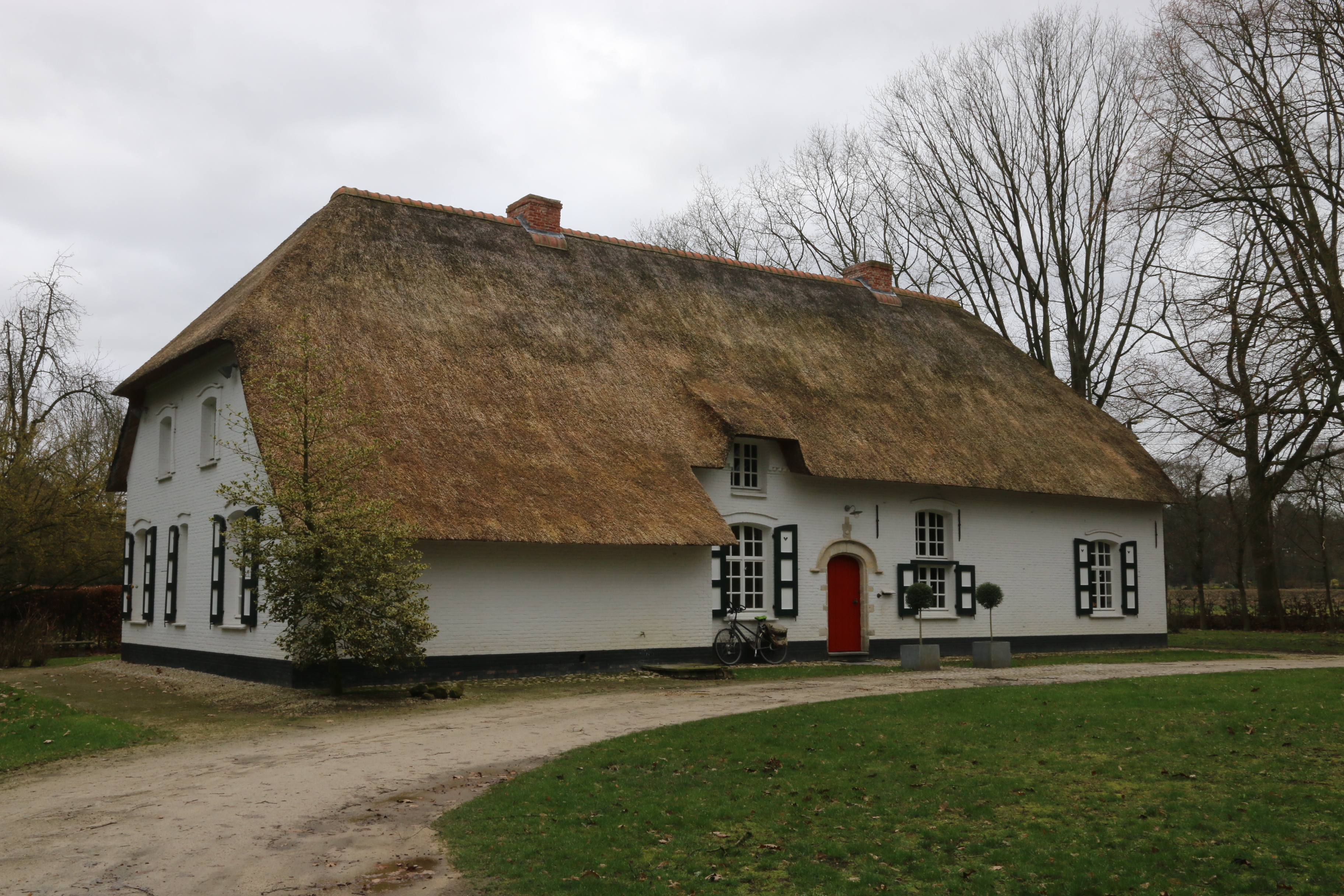
Woning

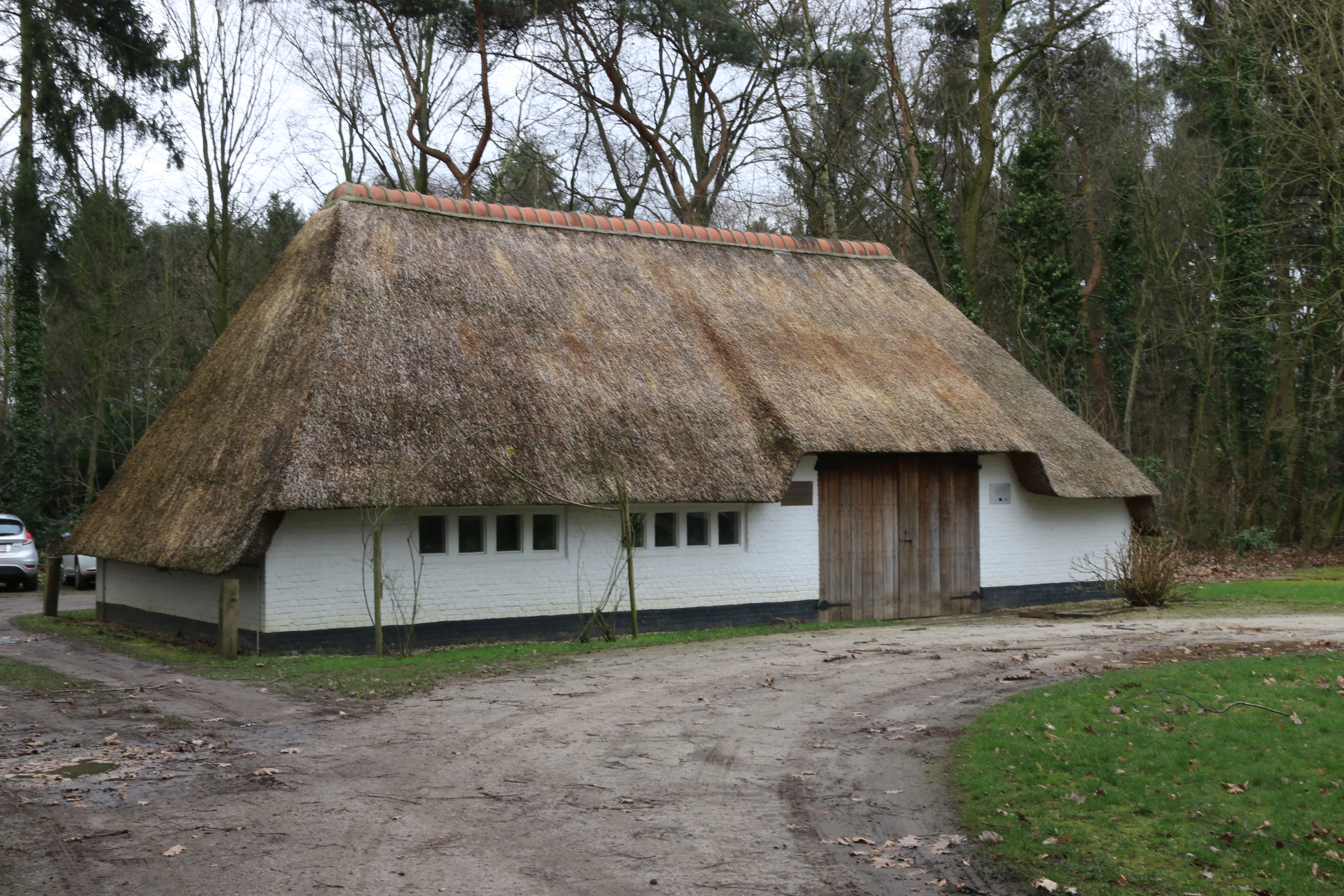
Schuur

Het landgoed Ter Speelbergen in de Belgische gemeente Beerzel (Putte) geldt als een voorloper van het openluchtmuseum Bokrijk waarvan Weyns de eerste conservator was.
In 1951-1952 bouwde Jozef Weyns op dit 1 hectare grote domein een woning met aparte schuur volgens eigen plan en inzichten. Het gaat om een hoeve in Kempense stijl, waarvoor hij uit oude hoeven en gebouwen in heel Vlaanderen de bouwmaterialen en de meubelen haalde. Hierdoor is het huis haast volledig samengesteld uit authentieke elementen. Het verhaal van de bouw en inrichting van het huis schreef hij neer in zijn boek 'Het verhaal van ons huis' dat in 1954 verscheen bij het Davidsfonds. Door de ervaringen die hij opdeed met de bouw geldt dit domein als de rechtstreekse voorloper van Bokrijk. 
In 1963 kreeg hij voor zijn vijftigste verjaardag van zijn vrienden van het Verbond voor Heemkunde een bakhuis cadeau, afkomstig uit de gemeente Diepenbeek, dat op de traditionele manier opnieuw werd opgebouwd in de tuin van Ter Speelbergen. Het domein groeide uit tot een ontmoetingsplaats van vrienden en kennissen van de familie en van heemkundigen. Zo organiseerde Weyns vanaf 1958 jaarlijks een meiboomplanting die door de jaren heen veel bezoekers trok en die tot in 1994 op Ter Speelbergen gehouden werden. Sindsdien werd de organisatie overgenomen door heemkring Die Swane.
Na de dood van Weyns' echtgenote Paula Mijlemans in 2001 was het domein onbewoond. Einde 2005 nam de vzw Kempens Landschap echter het initiatief om het domein Ter Speelbergen aan te kopen. Sindsdien werd het grondig gerenoveerd en staat het ter beschikking voor heemkundige activiteiten.